# Kuurne-Bruxelles-Kuurne 2004
La Kuurne-Bruxelles-Kuurne 2004, cinquantottesima edizione della corsa, si svolse il 29 febbraio su un percorso di 193 km, con partenza e arrivo a Kuurne. Fu vinta dall'olandese Steven de Jongh della squadra  Rabobank davanti all'italiano Paolo Bettini e all'altro olandese Gerben Löwik.

## Ordine d'arrivo (Top 10)
| Pos. | Corridore           | Squadra             | Tempo    |
| ---- | ------------------- | ------------------- | -------- |
| 1    | Steven de Jongh     | Rabobank            | 4h39'10" |
| 2    | Paolo Bettini       | Quick Step          | s.t.     |
| 3    | Gerben Löwik        | Chocolade Jacques   | s.t.     |
| 4    | Stuart O'Grady      | Cofidis             | s.t.     |
| 5    | Geert Omloop        | MrBookmaker-Palmans | s.t.     |
| 6    | Jo Planckaert       | MrBookmaker-Palmans | s.t.     |
| 7    | Juan Antonio Flecha | Fassa Bortolo       | s.t.     |
| 8    | Maarten den Bakker  | Rabobank            | s.t.     |
| 9    | Tom Boonen          | Quick Step          | a 8"     |
| 10   | Max van Heeswijk    | US Postal Service   | s.t.     |